# Evacanthus longispinosus
Evacanthus longispinosus är en insektsart som beskrevs av Kuoh. Evacanthus longispinosus ingår i släktet Evacanthus och familjen dvärgstritar. Inga underarter finns listade i Catalogue of Life.